# Eric Burdon
Eric Burdon   (Walker, 11 de maig de 1941) és un cantautor i actor anglès. Anteriorment va ser el vocalista de la banda de rhythm and blues i rock The Animals i de la banda de funk War. És considerat com un dels cantants més distintius de la invasió britànica amb la seva profunda i poderosa veu de blues-rock. També és conegut per les seves actuacions escèniques agressives.
El 2008, va ocupar el lloc 57 a la llista de Rolling Stone Els 100 millors cantants de tots els temps.